# 1966年砂拉越州宪政危机
1966年砂拉越州宪法危机（英語：1966 Sarawak constitutional crisis）发生在1965年至1966年的马来西亚砂拉越州。这场宪政危机是由一群对时任砂拉越首席部长史蒂芬·加隆·宁甘的领导不满的政治人物引发的。宁甘后来于1966年6月被时任砂拉越州元首阿邦哈芝奧本免去首席部长职务。宁甘在1966年9月上旬被高等法院裁决恢复首席部长职务后，于1966年9月再一次被时任州元首罢免，并由达威斯里接任为新的首席部长。

## 事件背景
史蒂芬·加隆·宁甘为砂拉越联盟（Sarawak Alliance）的领导人，该联盟由宁甘所在的砂拉越国民党（SNAP）、砂拉越保守党（PESAKA）、砂拉越土著阵线（BARJASA）、砂拉越国家党（PANAS）和砂拉越华人公会（SCA）组成。1963年7月22日，宁甘在1963年砂拉越区议会选举取得压倒性胜利后，被任命为第一任砂拉越首席部长。朱加（砂拉越保守党领导人）本应被任命为第一任砂拉越州元首，但由于联邦政府反对砂拉越州元首和州首席部长皆由达雅人担任，因此朱加被联邦政府委任进联邦内阁担任「砂拉越事务联邦部长」。尽管砂拉越保守党在选举中取得优越的成绩，为砂拉越联盟贡献了大量席位，但宁甘并未将砂拉越保守党的代表纳入他的州内阁中。由于宁甘将砂拉越保守党和砂拉越土著阵线都排除在内阁决策过程之外，并反对使用马来语作为砂拉越的官方语言，因此宁甘与联邦政府以及砂拉越联盟其他组成政党的关系并不好。此外，宁甘在更换州政府的外籍官员以实现州政府官员的婆罗洲化方面也进展缓慢。这是因为宁甘认为，外籍州政府官员应在本地人适合接任之前担任该职位。在接下来的三年中，砂拉越国家党和砂拉越土著阵线开始合作，试图推翻宁甘所领导的州政府。
1965年，宁甘试图在砂拉越州议会发起一项土地改革法案，允许原住民将他们的土地出售给任何人，该法案也将允许原住民获得大片林地。宁甘的做法激怒了砂拉越土著阵线的领导人。随后，砂拉越土著阵线连同砂拉越国家党和砂拉越保守党组成「砂拉越原住民联盟」（Sarawak Native Alliance），以挑战宁甘的领导地位。宁甘随后撤回土地改革法案，而砂拉越保守党则重申他们与砂拉越国民党的立场，指责砂拉越土著阵线在砂拉越国民党和砂拉越保守党之间分裂伊班人的团结。宁甘随后也将砂拉越土著阵线开除出砂拉越联盟。然而，砂拉越国家党和砂拉越土著阵线随后在与砂拉越联盟谈判协商后，重新加入砂拉越联盟。宁甘后来也恢复了砂拉越土著阵线的两个部长职位，并为砂拉越保守党和砂拉越国家党在州内阁分别设立了两个和一个部长职位。

## 政治危机
1966年6月16日，42名砂拉越州议会议员中有21人对外宣布他们对史蒂芬·加隆·宁甘失去信任。这21名议员向时任砂拉越州元首阿邦哈芝奧本写了一份请愿书，表示他们对首席部长失去信任。时任马来西亚首相东姑阿都拉曼也提出请愿，要求宁甘辞职。
同日，时任州元首阿邦哈芝奧本要求宁甘辞去首席部长一职。然而，宁甘拒绝辞去首席部长职务。宁甘辩称该信函没有得到砂拉越州议会对他所领导的州内阁的正式不信任动议支持。他也要求时任州元首提供签署请愿书的21名州议员名单。宁甘也声称他仍然掌握着砂拉越州议会多数州议员的支持，并挑战与他持不同政见者在砂拉越州议会提呈对他的正式不信任动议，进行正式辩论和表决。由于宁甘拒绝辞职，时任州元首阿邦哈芝奧本随后宣布免职宁甘，并任命达威斯里为新任首席部长。时任州元首阿邦哈芝奧本也将签署请愿书的21名州议员名单转发给宁甘。

## 司法干预政治纠纷
在被免职后，宁甘入禀古晋高等法院，将时任砂拉越州元首阿邦哈芝奧本列为第一答辩人和达威斯里为第二答辩人。1966年9月7日，婆罗洲首席法官哈雷裁决宁甘的免职程序违宪，并恢复宁甘的首席部长职务。哈雷法官表示依据《砂拉越州宪法解释条例》第21条，只有州议会有权罢免首席部长。州元首无权解雇首席部长。首席部长只有在失去州议会多数议员的信任，或拒绝辞去首席部长职位但也没有建议解散州议会的情况下才能被州元首解雇。

## 紧急状态、宁甘再次被免职
在得到法院对他有利的裁决后，宁甘试图解散砂拉越州议会举行州选举。然而，在1966年9月，联邦政府对砂拉越颁布紧急状态令，以砂拉越处于混乱状态为由宣布该州进入紧急状态。在砂拉越进入紧急状态后，联邦政府在国会通过《1966年紧急状态（联邦宪法及砂拉越州宪法）法令》对《砂拉越州宪法》第150条进行了修正。该修正案授权州元首可在不经过首席部长的情况下召开州议会会议。1966年9月23日，砂拉越州议会召开特别会议，宁甘成功被州议会罢免。

## 后续的法律诉讼

### 马来西亚联邦法院
宁甘在第二次被免职后决定将此案提交到马来西亚联邦法院。宁甘试图就英国在设定砂拉越加入马来西亚联邦的条件以及代表砂拉越签署伦敦协议方面的作用向英国政府寻求法律意见。宁甘辩称，砂拉越州宪法修宪案是非法的，这是因为紧急状态是在不寻常的情况下宣布的。宁甘也辩称砂拉越在没有发生骚乱，以及马印对抗已经结束的情况下被宣布进入紧急状态。但联邦法院裁决「紧急」一词具有广泛的含义，可包括砂拉越宪法危机，因为这种危机会导致砂拉越的崩溃，损害砂拉越的政治稳定。因此，联邦政府对砂拉越颁布的紧急状态令是合法的。

### 英国枢密院司法委员会
由于不满联邦法院的裁决，宁甘将案件上诉到英国枢密院司法委员会。1968年8月1日，枢密院司法委员会驳回了宁甘的上诉。麦克德莫特勋爵在驳回宁甘的上诉时指出：「大法官们找不到任何理由支持说紧急情况并不严重和没有威胁到砂拉越的安全。」由于英国枢密院司法委员会是当时马来西亚的最高终审法院，在枢密院司法委员会驳回宁甘的上诉后，有关紧急状态合法性的法律诉讼也宣告结束。